# The Sweet Escape (canción)
«The Sweet Escape» es una canción de la artista estadounidense Gwen Stefani, incluida en su segundo álbum de estudio del mismo nombre. Cuenta con la participación del rapero senegalés Akon, quien la escribió y produjo junto con Giorgio Tuinfort, con la colaboración de Stefani en la composición. Akon creó la canción tras analizar la carrera de la cantante, desde su etapa en No Doubt hasta su éxito como solista. En lugar del hip hop que ella esperaba, se inspiró en el doo-wop al notar el cambio en su sonido fuera de la banda. Se lanzó en las radios mainstream de Estados Unidos el 15 de diciembre de 2006 y llegó a las plataformas digitales el 17 de febrero de 2007 bajo el sello Universal Records, como el segundo sencillo del álbum.
Líricamente, narra una reconciliación en una relación y describe una vida idealizada como un sueño para ambas personas. La crítica especializada recibió bien la canción, aunque consideró que la participación del rapero pasaba desapercibida. En los Premios Grammy de 2008, obtuvo una nominación a mejor colaboración vocal de pop. En el ámbito comercial, tuvo gran éxito, sobre todo en Estados Unidos, donde alcanzó el segundo lugar en el Billboard Hot 100 y se mantuvo 15 semanas en el top 10. También logró ubicarse entre los cinco mejores en Australia, Canadá, Irlanda, Nueva Zelanda y el Reino Unido, con certificaciones de doble platino por la Australian Recording Industry Association (ARIA), oro por Recorded Music NZ (RMNZ) y plata por la British Phonographic Industry (BPI).
El videoclip, dirigido por Joseph Kahn y grabado en diciembre de 2006, se estrenó el 10 de enero de 2007 en LAUNCHcast. Como metáfora de la letra, muestra a Gwen Stefani y las Harajuku Girls atrapadas en una celda dorada. A lo largo del video, Stefani intenta escapar y encuentra a Akon, quien la ayuda en su fuga. Ambos son perseguidos por dos policías, interpretadas por las bailarinas. El video recibió una nominación en los MTV Video Music Awards de 2007 a mejor colaboración, pero perdió ante «Beautiful Liar» de Beyoncé y Shakira. Para promocionar la canción, Stefani la interpretó en programas como American Idol, The Ellen DeGeneres Show y en los Kids' Choice Awards de 2007. También formó parte del repertorio de la gira musical The Sweet Escape Tour (2007).

## Antecedentes y lanzamiento

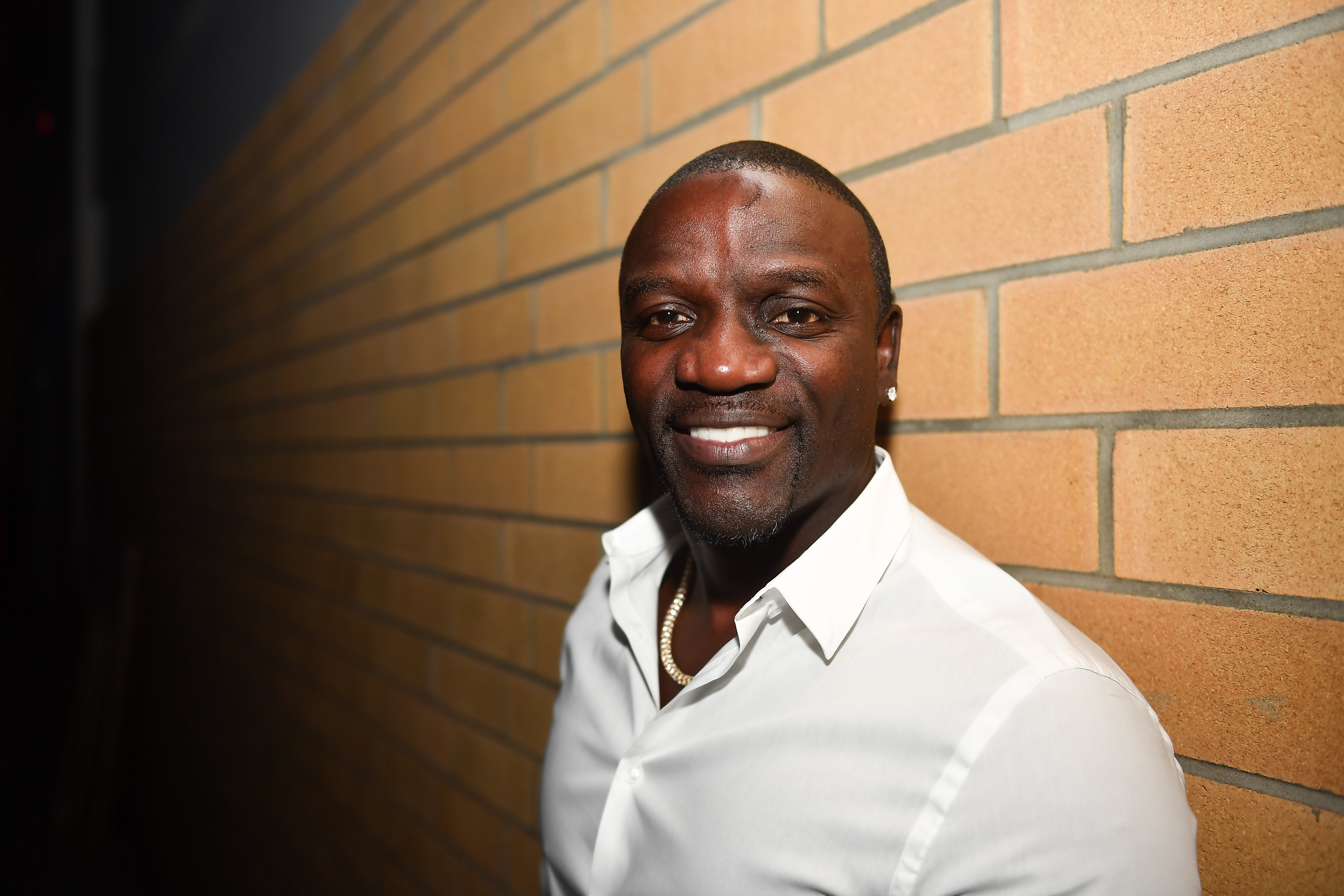
Akon, quien colaboró con Stefani en «The Sweet Escape» tras una iniciativa de Jimmy Iovine, director ejecutivo de Interscope Records.

El director ejecutivo de Interscope Records, Jimmy Iovine, quien participó en la producción de The Sweet Escape, organizó la colaboración entre Gwen Stefani y Akon. Interscope le envió a Stefani una copia de Trouble, el álbum debut del rapero lanzado en 2004, y la incentivó en varias ocasiones a trabajar con él. Akon aceptó de inmediato, mientras que la cantante finalmente accedió tras la insistencia de varias personas.
Cuando Akon recibió la propuesta de colaborar con la cantante, revisó su trayectoria, desde su trabajo con No Doubt hasta su carrera como solista y notó que el sonido característico de la banda estaba ausente en su música en solitario. Iovine llamó a Stefani y le dijo: «Puedes cancelar todo en tu vida, pero no esta sesión». Ella aceptó la propuesta con la intención de trabajar en una canción de hip hop genérica, pese a que esta no se alineara del todo con su estilo. Cuando se conocieron, Akon le mostró algunas de sus pistas. Buscaron palabras que encajaran con la imagen de su música y sus marcas de ropa, L.A.M.B. y Harajuku Lovers, y eligieron «Sweet Escape». Akon le presentó el ritmo que había creado y comenzaron a desarrollar la canción. En lugar del sonido hip hop que Stefani esperaba, finalmente compusieron un tema con influencias de doo-wop.
«The Sweet Escape» se publicó en distintos formatos y fechas según el país. En los Estados Unidos, fue enviada a la contemporary hit radio el 15 de diciembre de 2006, a través del sello Interscope. En Australia, se lanzó el 17 de febrero de 2007 en formato maxisencillo y como descarga digital, distribuida por Universal Music. En Alemania, estuvo disponible el 23 de febrero de 2007 como sencillo en CD, maxisencillo y descarga digital. La edición en CD lanzada en Europa incluyó como lado B una versión en vivo de «Hollaback Girl» extraída del concierto Harajuku Lovers Live. El maxisencillo europeo, que también se distribuyó en Australia, añadió una remezcla de «Wind It Up» a cargo de Robots to Mars y el videoclip de «The Sweet Escape». En Estados Unidos se editó un vinilo de 12 pulgadas que incluía una remezcla Konvict de la canción con Akon, la versión del álbum, sus respectivas instrumentales y una versión a capela.

## Estructura musical

La canción está compuesta en estructura de si bemol menor.

«The Sweet Escape» es una canción de dance y doo-wop compuesta en la tonalidad de si bemol menor. Está escrita en un compás cuaternario compuesto, común en esos géneros, y tiene un tempo moderado de 120 pulsos por minuto. El rango vocal de Stefani abarca casi dos octavas, desde sol3 hasta fa5 en el índice acústico científico.
La canción utiliza frases de dos compases que, aparte de los estribillos, siguen una progresión armónica formada por la menor–do mayor–re menor–fa mayor. El acorde de si bemol menor se mantiene durante 1⅓ de pulso, y luego se aplica una tonalidad relativa para producir un acorde de re bemol mayor en segunda inversión, que se mantiene durante 1⅔ de pulso. En el segundo compás, un acorde de mi bemol mayor en primera inversión con novena añadida precede a un acorde de sol bemol mayor séptima; ambos acordes se mantienen durante la misma duración que los dos anteriores.
La melodía comienza con una introducción de ocho compases instrumentales, seguidos de ocho más en los que Akon canta woohoo, yeehoo. El inicio es similar al de «Sweet Sweet Gwendoline», tema de 1986 de la banda alemana Die Ärzte. En la primera estrofa, la voz de Stefani se superpone para crear una secuencia de corcheas con acordes de si bemol menor. Esta técnica reaparece cuando canta el estribillo dos veces. Luego, Akon interpreta su parte, y Stefani retoma la segunda estrofa y los estribillos antes de volver al final de la primera estrofa. La canción cierra con Akon repitiendo woohoo, yeehoo y i wanna get away to our sweet escape —en español: «Quiero escapar a nuestro dulce refugio»—, mientras la música se desvanece.
La canción trata sobre una discusión entre esposos. Stefani se disculpa con su pareja por su actitud y le pide perdón, luego expresa su deseo de ser una mejor esposa. Aunque admite sus errores, también justifica parte de su comportamiento, lo que llevó a comparaciones con «Don't Take It Personal (Just One of Dem Days)» de Monica (1995) y «I'm Good at Being Bad» de TLC (1999). A diferencia de sus composiciones en Tragic Kingdom (1995) de No Doubt, en esta canción expresa su deseo de tener una vida familiar más armoniosa, algo que resalta especialmente en el estribillo.

## Recepción

### Crítica especializada
La canción recibió en su mayoría críticas positivas de los expertos. Stephen Thomas Erlewine, de AllMusic, la describió como «un tema irresistible, con un eufórico "wee-oh!" y un estribillo que casi suena a himno veraniego». John Murphy, de musicOMH, la calificó como «una canción pop encantadora y vibrante, con un estribillo pegajoso», y la comparó con «Smiley Faces», el sencillo de Gnarls Barkley de 2006. Por su parte, Ben Sisario, de Blender, la relacionó con el estilo de The Beach Boys. Mientras que, Alex Miller, de NME, dijo que recordaba a los primeros trabajos de Madonna, aunque le pareció «empalagosa y hasta vergonzosa». Anna Britten, de Yahoo! Music, comentó que tenía un sonido propio de los años 70, similar al soul de la banda Chairmen of the Board. Bill Lamb, de About.com, la consideró «un respiro frente a la sobreproducida "Wind It Up"», aunque también señaló que «pasa sin dejar mucha huella». Finalmente, el programa Video on Trial de MuchMusic la definió como «increíblemente adictiva».
La participación de Akon como artista invitado recibió críticas negativas. Quentin B. Huff, de PopMatters, opinó que su aporte vocal fue mínimo y desaprovechado. Rob Sheffield, de Rolling Stone, coincidió y vio el tema como un intento fallido de replicar el éxito de «Smack That», su colaboración con Eminem. Paul Flynn, de The Observer, consideró decepcionante su presencia, especialmente en comparación con artistas de mayor renombre como Dr. Dre y André 3000, quienes colaboraron en el álbum anterior de Stefani, Love. Angel. Music. Baby. (2004). También dijo que la canción sonaba como una versión «extrañamente plana» de «True Blue», el éxito de Madonna de 1986. Por su parte, Charles Merwin, de Stylus Magazine, describió la interpretación de Akon como un simple «aullido».

### Comercial

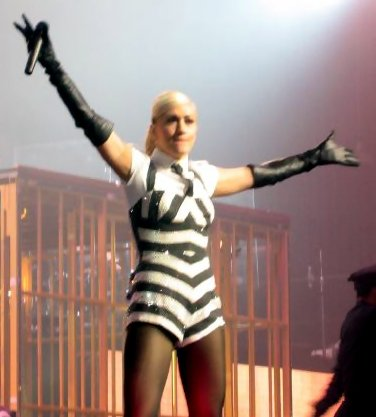
Stefani interpretaba la canción con atuendos inspirados en traje de presos.

En Estados Unidos, el 30 de diciembre de 2006 debutó en el puesto 93 del Billboard Hot 100. Tras la presentación de Stefani y Akon en American Idol a finales de marzo de 2007, el 14 de abril alcanzó el segundo lugar en dicha lista, solo detrás de «Don't Matter» —el siguiente sencillo de Akon—, con 140 mil descargas en esa semana. Permaneció quince semanas consecutivas entre los diez más vendidos y sumó más de nueve meses en la lista, cerrando el año como la tercera canción más exitosa en el recunto anual de Billboard. En los demás conteos desarrollados por la revista, «The Sweet Escape» llegó al primer lugar en el Pop 100, Pop 100 Airplay y Adult Top 40 Recurrents, al segundo en el Mainstream Top 40 como en el Adult Top 40 Tracks, y al tercer en el Hot Adult Contemporary Tracks. En 2008, fue nominada a mejor colaboración vocal de pop en los Premios Grammy, aunque perdió ante «Gone Gone Gone (Done Moved On)» de Robert Plant y Alison Krauss. Con más de 2.1 millones de descargas, fue el tercer tema digital más vendido de 2007, y según Nielsen Broadcast Data Systems, la quinta canción más reproducida del año. En Canadá, tuvo un desempeño similar; en las versiones preliminares del Canadian Hot 100, alcanzó el segundo lugar y, cuando la lista se publicó oficialmente el 2 de junio de 2007, debutó en el puesto 14, donde permaneció más de seis meses en la lista.
La canción tuvo un éxito parecido en Europa, donde encabezó la lista Billboard European Hot 100 Singles durante tres semanas en marzo de 2007. En el Reino Unido, debutó en el número tres del UK Singles Chart, con 30 mil copias vendidas en su primera semana. A la siguiente, alcanzó el puesto número dos, por lo que es el sencillo de mayor éxito de Stefani en el país. Permaneció una segunda semana consecutiva en esa posición, con otras 23 500 copias vendidas. En los países de Europa continental, «The Sweet Escape» se situó entre los cinco primeros en Francia, Hungría, Noruega, Países Bajos y Rumania, y dentro de los diez en Austria, Bélgica, República Checa, Finlandia, Alemania y Suiza.
En Oceanía, debutó en el segundo puesto del ARIA Singles Chart de Australia y permaneció allí durante seis semanas consecutivas. La Australian Recording Industry Association (ARIA) le otorgó la certificación de doble platino por superar las 140 mil copias vendidas. En Nueva Zelanda, ingresó directamente en el primer lugar y en ese mismo período, la Recording Industry Association of New Zealand (RIANZ) le confirió un disco de oro.

## Video musical

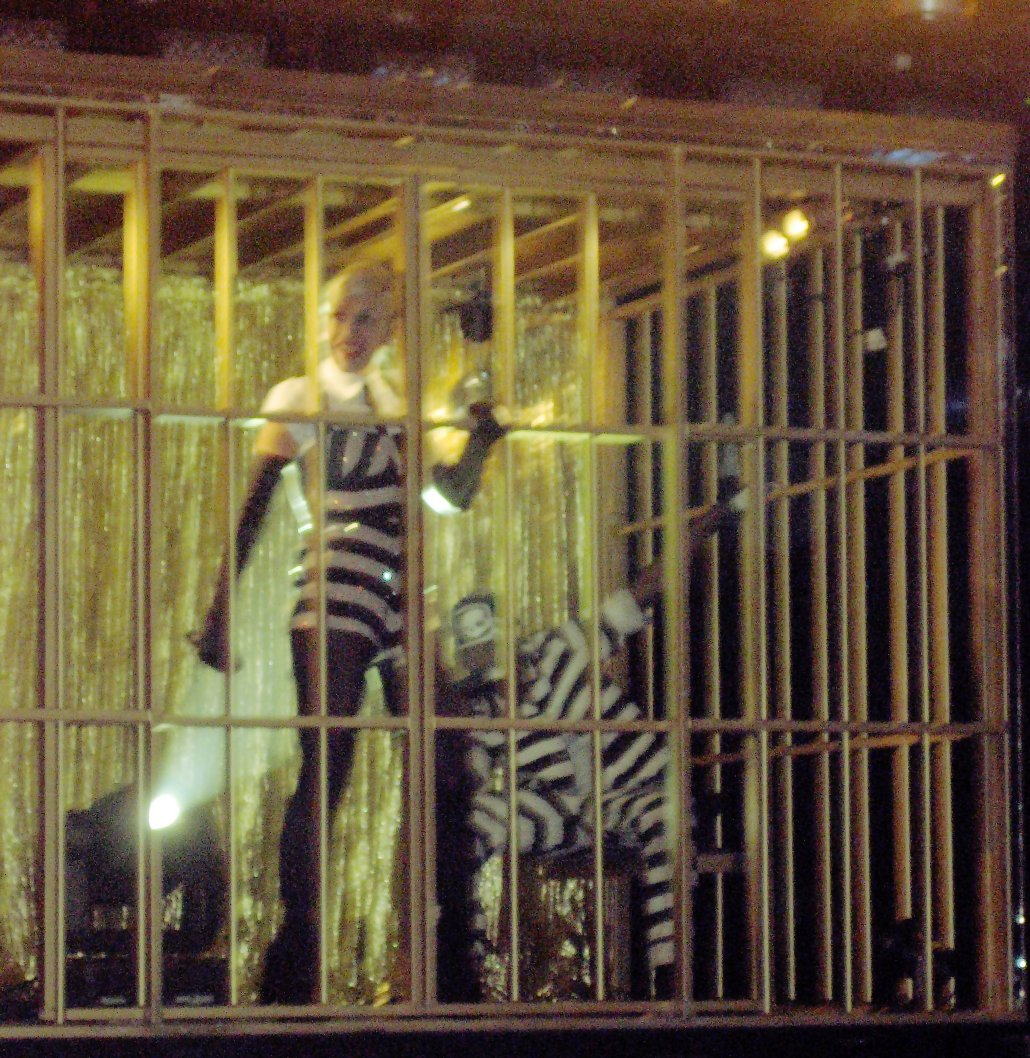
Para las presentaciones de la canción, Stefani incluía un escenario con una cárcel dorada.

El 10 de enero de 2007, LAUNCHcast estrenó el video musical, que dirigió Joseph Kahn y produjo Maryann Tenado, de H.S.I. Productions. La historia comienza con Stefani y las Harajuku Girls encerradas en una celda dorada. Tras conseguir una llave que les entrega un perro, logran escapar. Más tarde, Stefani aparece en la azotea de un lujoso penthouse, desde donde deja caer dos largas trenzas por la fachada del edificio. Las Harajuku Girls trepan por ellas, las cortan, y luego se encuentran con Akon en el estacionamiento de una tienda. Stefani se marcha en coche con él, mientras son perseguidos por dos Harajuku Girls disfrazadas de policías. El video termina con Stefani de regreso en la cárcel, tras horas de persecución. A lo largo del clip, se alternan escenas de Stefani y Akon frente a una enorme letra G iluminada.
«The Sweet Escape» se estrenó el 16 de enero de 2007 en el programa de MTV Total Request Live, donde debutó en el puesto número siete del ranking de los diez mejores videos. Al mes siguiente, alcanzó el segundo lugar. El video fue nominado en la categoría mejor colaboración, una de las cuatro categorías creadas especialmente para la renovada edición de los MTV Video Music Awards de 2007, aunque perdió frente a «Beautiful Liar» de Beyoncé y Shakira. Tras su debut el 20 de enero en el programa Countdown de MuchMusic, el video llegó al primer puesto durante dos semanas en marzo de 2007. En diciembre de ese mismo año, MTV International implementó un sistema de certificaciones para reconocer los videos musicales más exitosos en sus canales fuera de Estados Unidos. Las reproducciones se contabilizaron entre febrero y junio de 2007, y con 11 mil emisiones, «The Sweet Escape» fue el más exitoso del periodo, obteniendo la certificación de platino.

## Presentaciones en vivo y versiones

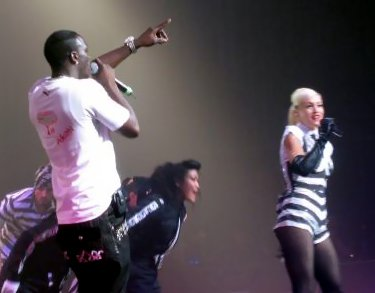
Akon y Stefani durante el The Sweet Escape Tour en EE.UU.

Antes de comenzar su gira promocional, Stefani cantó la canción en The Ellen DeGeneres Show el 7 de febrero de 2007y luego junto a Akon en American Idol el 28 de marzo de ese mismo año. Tres días después, apareció en los Kids' Choice Awards de 2007. Más tarde, la interpretó como número de cierre en su minigira MasterCard Priceless Surprises Presents Gwen Stefani, entre 2015 y 2016. También formó parte de su gira This Is What the Truth Feels Like Tour en 2016, así como de su residency show Gwen Stefani – Just a Girl en el Zappos Theater de Las Vegas, que ofreció entre 2018 y 2021. El 4 de mayo de 2016 la cantó en el segmento Carpool Karaoke de The Late Late Show with James Corden, y el 26 de mayo de 2025 volvió a interpretarla en los Premios American Music como parte de un popurrí que también incluyó «Hollaback Girl» y «Swallow My Tears».
El 17 de febrero de 2007, el programa Mad TV presentó una parodia titulada «Aren’t Asians Great?». En el video, Nicole Parker interpretó a Stefani y satirizó su fascinación por la cultura asiática, además de destacar aportes de Asia al mundo. La canción también sonó en el episodio del 13 de noviembre de 2017 de la serie Supergirl, titulado «Midvale», durante una escena en la que Alex y Kara Danvers emprendieron un viaje por carretera. Varios artistas hicieron versiones de la canción. Taylor Swift la incluyó en un concierto de su gira Speak Now World Tour en 2011; la banda británica Kasabian la versionó en el programa Live Lounge de BBC Radio 1 en 2009; y en 2014, Melanie Martinez la transformó en una balada romántica al interpretarla más lenta y de forma parcial durante una presentación en el Marlin Room de Webster Hall, en Nueva York. En diciembre de 2020, la cantante panameña Sofía Valdés presentó su propia versión.

## Lista de canciones
| Sencillo en CD (edición europea) |                                                    |          |  |
| N.º                              | Título                                             | Duración |  |
| 1.                               | «The Sweet Escape» (con Akon)                      | 4:06     |  |
| 2.                               | «Hollaback Girl» (versión de Harajuku Lovers Live) | 4:49     |  |

| Maxisencillo en CD (edición europea) y sencillo en CD (edición australiana) |                                                    |          |  |
| N.º                                                                         | Título                                             | Duración |  |
| 1.                                                                          | «The Sweet Escape» (con Akon)                      | 4:06     |  |
| 2.                                                                          | «Hollaback Girl» (versión de Harajuku Lovers Live) | 4:49     |  |
| 3.                                                                          | «Wind it up» (remezcla de Robots to Mars)          | 3:34     |  |
| 4.                                                                          | «The Sweet Escape» (video)                         | 4:05     |  |

| Vinilo de 12" (edición estadounidense) |                                                           |          |  |
| N.º                                    | Título                                                    | Duración |  |
| 1.                                     | «The Sweet Escape» (remezcla de Konvict con Akon)         | 4:03     |  |
| 2.                                     | «The Sweet Escape» (versión del álbum, con Akon)          | 4:06     |  |
| 3.                                     | «The Sweet Escape» (instrumental de Konvict)              | 4:03     |  |
| 4.                                     | «The Sweet Escape» (instrumental de la versión del álbum) | 4:06     |  |
| 5.                                     | «The Sweet Escape» (versión del álbum Acappella)          | 3:51     |  |

## Créditos y personal
Adaptados del folleto del álbum The Sweet Escape.
| - Voz: Gwen Stefani, Akon - Mezclador de audio: Mark "Spike" Stent - Ingeniero musical: Yvan Bing - Asistente de Ingeniero: Alex Dromgoole, David Emery - Guitarras: Tony Love | - Teclados: Akon, Giorgio Tuinfort - Productores: Akon, Giorgio Tuinfort - Producción adicional: Nellee Hooper - Programador: Akon, Giorgio Tuinfort - Desarrollado en Doppler Studios, Georgia y en Henson Recording Studios en Hollywood, California; Estados Unidos |

## Posicionamiento en listas musicales
| País (Lista 2007)                      | Mejor posición |
| -------------------------------------- | -------------- |
| Alemania (Offizielle Deutsche Charts)  | 6              |
| Australia (ARIA)                       | 2              |
| Australia Urban (ARIA)                 | 1              |
| Austria (Ö3 Austria Top 40)            | 6              |
| Bélgica (Flandes) (Ultratop 50)        | 9              |
| Bélgica (Valonia) (Ultratop 50)        | 3              |
| Canadá (Canadian Hot 100)              | 2              |
| Canadá (Canada AC)                     | 3              |
| Canadá (CHR/Top 40)                    | 1              |
| Canadá (Hot AC)                        | 2              |
| Chequia (Radio Top 100)                | 9              |
| Dinamarca (Tracklisten)                | 7              |
| Escocia (Scottish Singles Sales Chart) | 4              |
| Eslovaquia (Radio Top 100)             | 12             |
| Estados Unidos (Billboard Hot 100)     | 2              |
| Estados Unidos (Adult Contemporary)    | 3              |
| Estados Unidos (Adult Top 40)          | 2              |
| Estados Unidos (Latin Pop Airplay)     | 36             |
| Estados Unidos (Mainstream Top 40)     | 2              |
| Estados Unidos (Billboard Pop 100)     | 1              |
| Europa (European Hot 100 Singles)      | 1              |
| Estados Unidos (Rhythmic)              | 28             |
| Finlandia (OFC)                        | 8              |
| Francia (SNEP)                         | 4              |
| Global Dance Tracks (Billboard)        | 12             |
| Grecia (IFPI Greece)                   | 25             |
| Hungría (Rádiós Top 40)                | 3              |
| Hungría (Dance Top 40)                 | 20             |
| Irlanda (IRMA)                         | 4              |
| Italia (FIMI)                          | 14             |
| Nueva Zelanda (Recorded Music NZ)      | 1              |
| Noruega (VG-lista)                     | 2              |
| Países Bajos (Dutch Top 40)            | 5              |
| Países Bajos (Mega Single Top 100)     | 8              |
| Reino Unido (Official Charts Company)  | 2              |
| Reino Unido (UK Downloads Chart)       | 2              |
| Reino Unido (UK Physical Chart)        | 2              |
| Reino Unido (UK R&B Chart)             | 1              |
| Rumania (Romanian Top 100)             | 3              |
| Rusia (TopHit)                         | 11             |
| Suecia (Sverigetopplistan)             | 13             |
| Suiza (Schweizer Hitparade)            | 10             |
| Venezuela (Record Report)              | 3              |

| País (Lista 2007)                             | Posición |
| --------------------------------------------- | -------- |
| Alemania (Media Control GfK)                  | 33       |
| Australia (ARIA)                              | 9        |
| Australian Urban (ARIA)                       | 7        |
| Austria (Ö3 Austria Top 40)                   | 26       |
| Bélgica (Ultratop 50 Flanders)                | 51       |
| Bélgica (Ultratop 50 Valonia)                 | 19       |
| Europa (European Hot 100 Singles)             | 9        |
| Estados Unidos (Billboard Hot 100)            | 3        |
| Estados Unidos (Billboard Adult Contemporary) | 6        |
| Estados Unidos (Billboard Adult Top 40)       | 7        |
| Estados Unidos (Billboard Pop 100)            | 2        |
| Francia (SNEP)                                | 40       |
| Hungría (Rádiós Top 40)                       | 20       |
| Nueva Zelanda (RIANZ)                         | 8        |
| Países Bajos (Dutch Top 40)                   | 13       |
| Países Bajos (Single Top 100)                 | 34       |
| Reino Unido (OCC)                             | 13       |
| Reino Unido (Music Week - Urban Club Chart)   | 19       |
| Rumania (Romanian Top 100)                    | 26       |
| Rusia (TopHit)                                | 108      |
| Suecia (Sverigetopplistan)                    | 47       |
| Suiza (Schweizer Hitparade)                   | 31       |

## Certificaciones y ventas
| País           | Organismo certificador | Certificación | Ventas certificadas | Ref.    |
| -------------- | ---------------------- | ------------- | ------------------- | ------- |
| Alemania       | BVMI                   | Platino       | 300 000             | [ 139 ] |
| Australia      | ARIA                   | 2× Platino    | 140 000             | [ 47 ]  |
| Bélgica        | BEA                    | Oro           | 25 000              | [ 140 ] |
| Brasil         | Pro-Música             | Platino       | 60 000              | [ 141 ] |
| Canadá         | —                      | —             | 71 000              | [ 142 ] |
| Dinamarca      | IFPI Dinamarca         | Oro           | 4000                | [ 143 ] |
| Estados Unidos | RIAA                   | 5× Platino    | 5 000               | [ 144 ] |
| Italia         | FIMI                   | Oro           | 25 000              | [ 145 ] |
| Noruega        | IFPI Noruega           | Oro           | 5000                | [ 146 ] |
| Nueva Zelanda  | RMNZ                   | 3× Platino    | 90 000              | [ 147 ] |
| Reino Unido    | BPI                    | 2× Platino    | 1 200 000           | [ 148 ] |
| Suecia         | GLF                    | Oro           | 10 000              | [ 149 ] |

## Historial de lanzamiento
| Región         | Fecha                   | Formato(s)                                   | Discográfica | Ref.        |
| -------------- | ----------------------- | -------------------------------------------- | ------------ | ----------- |
| Estados Unidos | 15 de diciembre de 2006 | Contemporary hit radio                       | Interscope   | [ 5 ] [ 6 ] |
| Australia      | 17 de febrero de 2007   | Maxisencillo Descarga digital                | Universal    | [ 7 ]       |
| Alemania       | 23 de febrero de 2007   | Sencillo en CD Maxisencillo Descarga digital | Universal    | [ 8 ] [ 9 ] |